# Prokoenenia
Genre
Prokoenenia est un  genre de palpigrades de la famille des Prokoeneniidae.

## Distribution
Les espèces de ce genre se rencontrent en Asie du Sud-Est, en Chine et en Amérique.

## Liste des espèces
Selon Palpigrades of the World (version 1.0) :
- Prokoenenia asiatica Condé, 1994
- Prokoenenia californica Silvestri, 1913
- Prokoenenia celebica Condé, 1994
- Prokoenenia chilensis (Hansen, 1901)
- Prokoenenia javanica Condé, 1990
- Prokoenenia wheeleri (Rucker, 1901)

et décrite depuis :
- Prokoenenia sarcodactylica Bu, Souza & Mayoral, 2021

## Systématique et taxinomie
Prokoenenia millotorum a été placée dans le genre Triadokoenenia par Condé en 1991.

## Publication originale
- Börner, 1901 : « Zur äußeren Morphologie von Koenenia mirabilis Grassi. » Zoologischer Anzeiger, vol. 24, p. 537-556 (texte intégral).